# 중화 텔레비전 공사
중화 텔레비전 공사(중국어 정체자: 中華電視公司, 영어: Chinese Television System Inc., 약칭: 華視, CTS)는 중화민국의 텔레비전 방송국이다. 정식 명칭은 중화 전시(텔레비전) 주식회사(고분 유한 회사)(중국어 정체자: 中華電視股份有限公司)이다. TTV, CTV와 함께 중화민국의 3대 텔레비전 방송국(노삼대, zh:老三台)중의 하나이다.

## 연혁
- 1962년 2월 14일 : 중화텔레비전의 전신인 “교육 텔레비전” ‘教育電視廣播實驗電台(약칭 教育電視台)’의 설립.
- 1970년 2월 16일 : 교육 텔레비전 채널에서 종합 텔레비전인 중화텔레비전(中華電視台)로 전환 사업 승인.
- 1971년 10월 8일 : 중화텔레비전공사의 설립. 개국 당시 명칭은 ‘중화문화사업주식유한공사(中華文化事業股份有限公司)’였다.
- 1971년 10월 31일 : 중화텔레비전공사의 본방송 개시.
- 1987년 7월 22일 : 영어 명칭이 「Chinese Television Service」에서「Chinese Television System」로 변경. 약칭 CTS는 계속 사용.
- 1988년 11월 25일 : 공식적으로 ‘중화 텔레비전 공사(中華電視股份有限公司)’라는 명칭으로 변경.
- 1996년 4월 10일 : 공식 웹사이트 운영을 시작.
- 2006년 7월 1일 : 정부의 미디어 개혁 법에 의해 공공전시문화사업기금회(PTS)와 함께 타이완 공영 방송 그룹(TBS)에 편입.
- 2012년 7월 28일 : 고선명 텔레비전 채널 「華視HD台」 방송 시작.

## 상표에 관하여
중화텔레비전의 로고는 파란색과 녹색의 두개 원형으로 된 형태이며, 파란색 원형은 한자 「華視」가, 녹색 원형은 영어 「CTS」가 들어있다.
중화텔레비전의 한자 로고는 장제스가 작성한 「中華電視台」라는 글자였다. 1980년대에 등장한 1세대 로고는 지금 로고와 다른 녹색-파란색 원형 순서였으며, 파란색의 한자 「華視」는 우횡서로 표기되었다. 1980년대 후반에는 파란색-녹색 원형 순서대로 변경되고 「華視」는 좌횡서로 표기하면서 2세대 로고가 등장하였다. 2003년에는 마크에 입체감을 준 현재의 3세대 로고로 바뀌었다.
한자 약칭인 華視(화시)와 영어 약칭인 CTS의 사용에 관해서 많은 우여곡절이 있었는데, 1980년대에 「華視」를 본격적으로 사용하기 시작하자, 당시 중화인민공화국이 주장한 하나의 중국론에서 타이완의 통치권과 정통성이 위협될 즈음에 중화를 상징하는 화(華)자가 논란에 휩싸이자, 1990년대 중화인민공화국-중화민국 관계가 개선되면서 CTS 약칭을 더 널리 사용하게 되었다. 2000년대 이후 타이완에서 중화인의 정체성을 위해 한자 사용이 활성화됨으로 「華視」 약칭도 다시 널리 쓰이게 되면서 현재는 한자-영어 약칭을 비등하게 사용하고 있다.

## 채널 일람
- 메인 채널 (CTS Main Channel, 華視主頻) : 2015년 10월부터 HD 방송.
- 교육문화 채널 (CTS Education and Culture, 華視教育文化頻道) : 2017년 2월 3일부터 HD 방송.
- 뉴스 및 정보 채널 (CTS News Info, 華視新聞資訊台) : 2017년 2월 3일부터 HD 방송.

없어진 채널
- HD 채널 (CTS HD, 華視HD頻道) : 2012년 7월 17일에 첫 방송. 2015년 10월 1일 SD로 격하되며 종합오락채널로 개칭. 2017년 2월 3일 종방.

## 해외 제휴 방송국
| - 미국：ABC - 일본：TBS - 홍콩：케이블 TV 홍콩 (zh:香港有线电视) - 대한민국：SBS, 아리랑 TV - 조선민주주의인민공화국：조선중앙방송(KCTV) - 남아프리카공화국：남아프리카 텔레비전 - 독일：ZDF - 페루：TV 페루 (en:TV Perú) | - 코스타리카：채널 7 - 파나마：파나마 국영 TV - 파라과이：채널 13 - 우루과이：채널 12 - 온두라스：텔레비센트로 (Televicentro) - 에콰도르：메가비시온 (Megavisión) - 콜롬비아：Caracol Televisión - 캐나다：글로벌 텔레비전 네트워크 |

## 사진첩

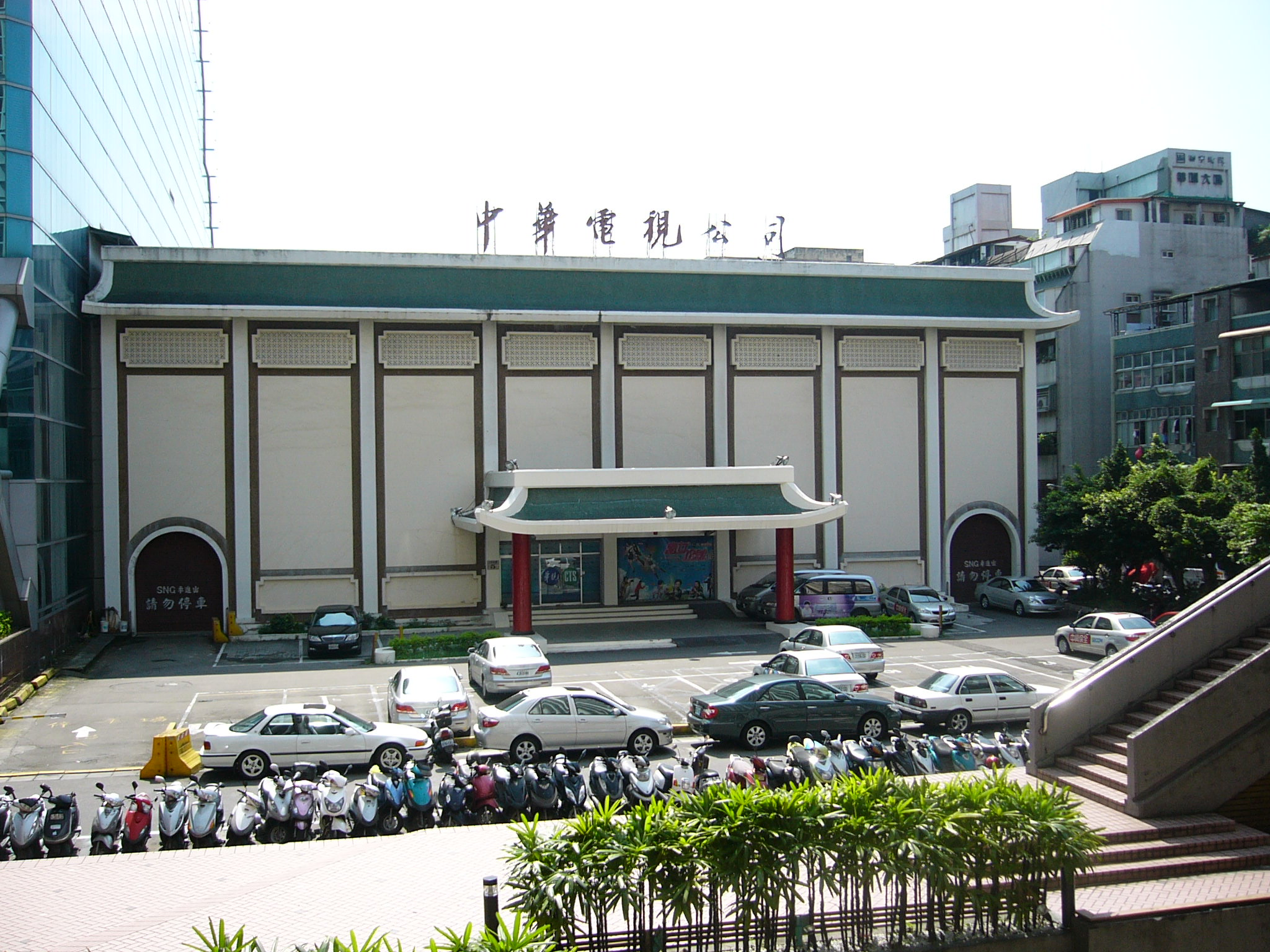
CTS 방송 스튜디오 사옥
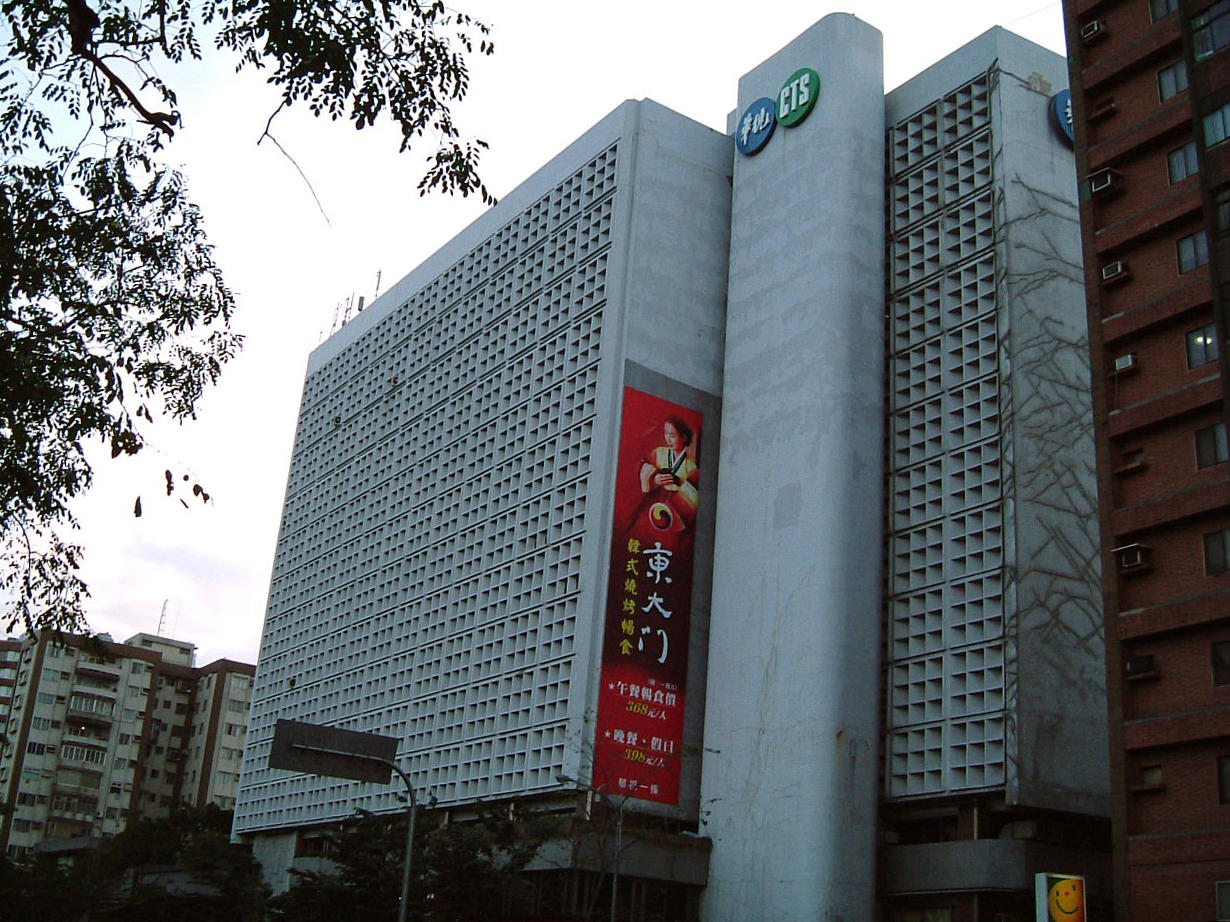
CTS 본사
UHF 스튜디오 및 관리 사옥

## 같이 보기
- 중국 텔레비전 사업(CTV, 中視)
- 타이완 텔레비전 사업(TTV, 台視)
- 민간전민텔레비전공사(FTV, 民視)
- 공공전시문화사업기금회(PTS, 公視)